# Tau Pegasi
τ Pegasi (Tau Pegasi, τ Peg) ist ein δ-Scuti-Stern im Sternbild Pegasus. Er hat eine scheinbare Helligkeit von 4,6 mag und gehört der Spektralklasse A5 IV an.
Der Stern trägt die historischen Eigennamen Salm, Kerb (oder El Khereb) und Markab.